# Бронебійна куля

Схематична будова бронебійної кулі:
1. оболонка
2. сорочка
3. серцевина

Бронебійна куля — куля, призначена для враження легкоброньованих цілей противника (бронеавтомобілі, бронетранспортери, тощо) та його живої сили, прихованої за порівняно не товстою бронею.
Характерною особливістю бронебійних куль є наявність серцевини із надміцного та надтвердого матеріалу, здатного проникнути крізь потужні перепони, такі як сталева броня.
В конструктивних схемах бронебійних куль можна помітити два різновиди в залежності від вигляду ведучої частини:
1. складається з двох елементів: оболонка та серцевина,
2. складається з трьох елементів: оболонка, сорочка, та серцевина.

## Матеріали

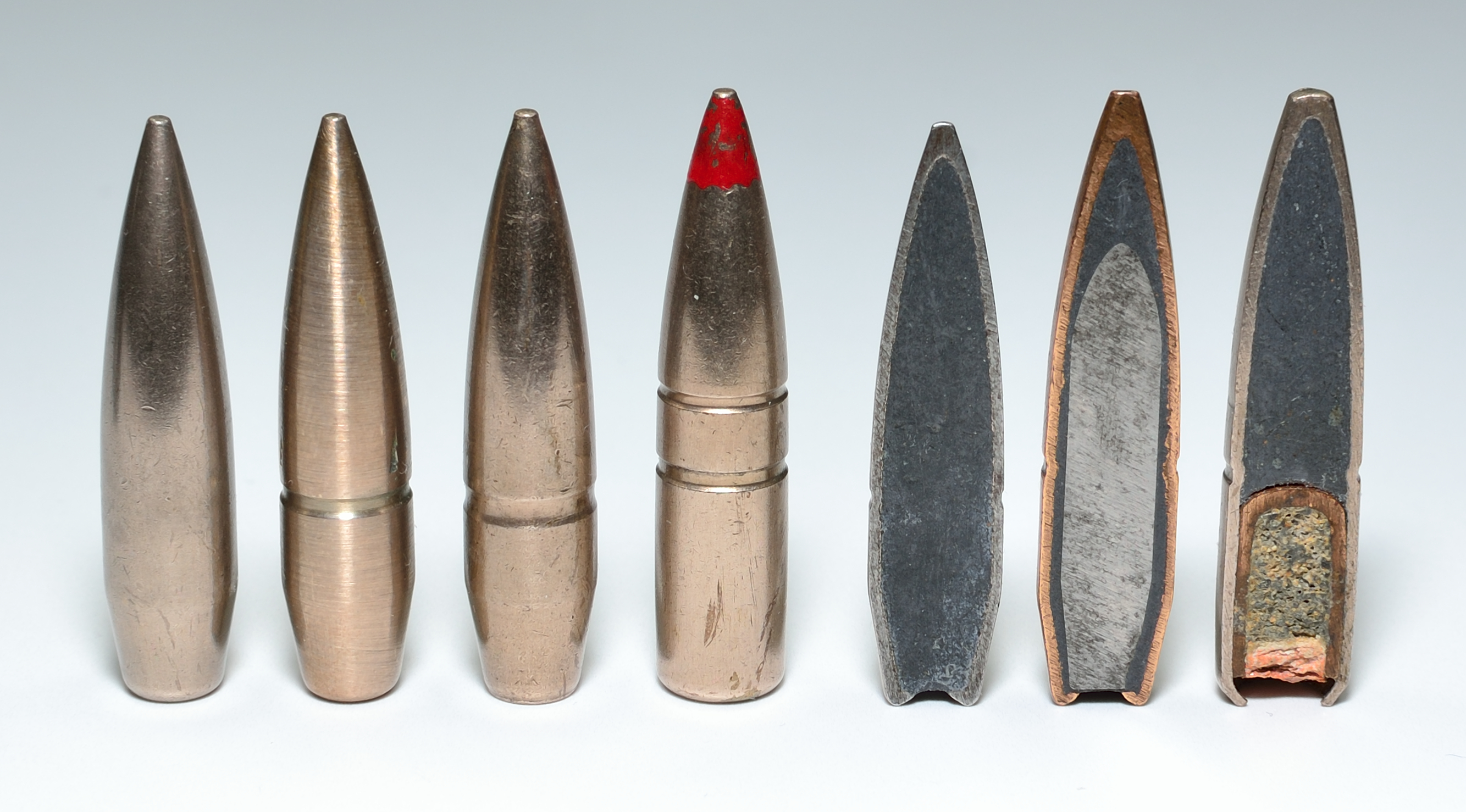
Бронебійна куля (друга справа) набою 7,5×55 мм GP 11 в перетині

До матеріалів серцевини бронебійних куль висувають такі вимоги: висока твердість в готовому вигляді; висока в'язкість; велика, за можливістю, питома вага; дешевизна, недефіцитність та дешевизна виготовлення.
Велике поширення отримали різні сорти високовуглецевої (інструментальної, наприклад, У10А, У12А, У12ХА) та легованої сталі, а також металокерамічні тверді сплави (наприклад, з карбіду вольфраму).

## Зразки

### Російські
7,62 СНБ (Індекс ГРАУ — 7Н14) — гвинтівковий снайперський набій калібру 7,62×54 мм R з бронебійною кулею. Призначений для враження поодиноких живих цілей та легко броньованої техніки на відстані до 1000 м з гвинтівок СВД, СВДС, тощо. Є модернізованим варіантом снайперського набою 7Н1 — замість старої серцевини використовується нова, гострокінцева зі сталі У12А з додатковою термічною обробкою. При збереженні купчастості бою в набій додано бронебійні властивості набою СТМ (індекс 57-Н-323С). Не потребує додаткового пристрілювання після використання 7Н1. Найбільша відстань пробиття сталевого листа 5 мм завтовшки з ймовірністю не менше 80% становить 650 м, а бронеплити марки 2П 5 мм завтовшки — 480 м. Куля без фарбування, коробки окрім напису «снайперські» (рос. снайперские) мають чорну смугу. Роботи над створенням нової кулі розпочались в СРСР в середині 1980-тих. Робота над новою кулею проводилась ЦНДІТОЧМАШ (ЦНИИТОЧМАШ) спільно з КБ заводу № 188 (Новосибірський набійний завод). Випробування розпочались вже в 1986 році, проте через розвал СРСР та спричинені ним проблеми роботи були заморожені. Новий набій та нова куля були прийняті на озброєння ЗС РФ в 1999 році.
Також в Росії були створені новітні бронебійні кулі для набоїв 5,45×39 мм — 7Н10, 7Н13, а також 7Н22, 7Н23, 7Н24, 7Н26, 7Н37 і 7Н39. Крім того, були створені нові бронебійні пістолетні набої. Так, використання російськими терористами кулі 7Н37 під час війни на сході України показало, що ця бронебійна куля з серцевиною з карбіду вольфраму здатна вражати сучасну легко броньовану бронетехніку, в тому числі, і бронеавтомобілі Кугуар.